# Enric Sòria
Enric Vicent Sòria i Parra (Oliva, 1958) es un ensayista y poeta de la Comunidad Valenciana, España.

## Biografía
Licenciado en Historia por la Universidad de Valencia, en el ámbito profesional ha trabajado como corrector, traductor, profesor de catalán y redactor. Como escritor, ha publicado los poemarios Mirall de miratges (Espejo de espejismos) (1981), Varia et memorabilia (1984 y 1988, ampliada), ganador del Premio Valencia de literatura en 1983, El joc i el foc (El juego y el fuego) (1989), Compàs d'espera  (Compás de espera) (1993) y L'instant etern (El instante eterno) (1999), premio Carles Riba.
Por otro lado, ha publicado las compilaciones de artículos Incitacions (1997) y L'espill de Janus (2000). Es autor del dietario Mentre parlem: fragments d'un diari iniciàtic (1990), obra galardonada con el premio Joanot Martorell de narrativa en 1990, y en 2004 fue galardonado con el Premio Carles Rahola de ensayo por La lentitud del mar (Dietari 1989-1996). También ha publicado el ensayo Trenta anys de cultura literària a la Safor (1959-1990) (1990). Así mismo, ha colaborado en varias revistas, como El Temps, Daina, L'Ullal, Papers o Saó. Junto con Heike van Lawick, tradujo La metamorfosis (1989) de Franz Kafka y Confesiones de un opiómano inglés (1995) de Thomas de Quincey, al catalán. Su obra ha sido traducida a varias lenguas. En octubre de 2012 recibió el premio Planeta dw España por su obra Arqueologies.